# Patrick Gauchat

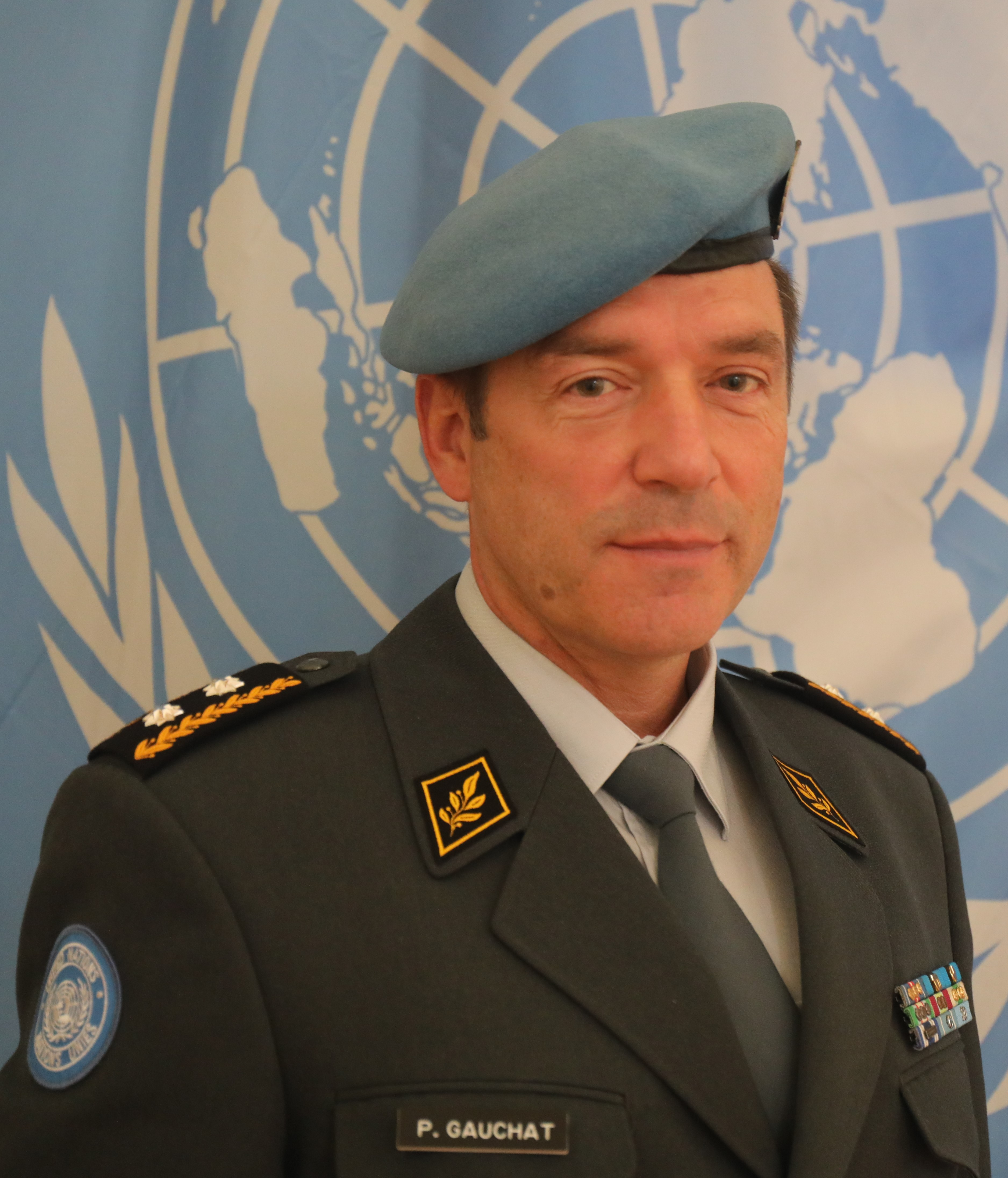
Patrick Gauchat im Juli 2022 als Kommandant der UNTSO

Patrick Gauchat (* 22. Mai 1968) ist ein Schweizer Offizier im Range eines Oberst, der für die Dauer seines Einsatzes temporär zum Divisionär befördert wurde. Er ist der erste Schweizer, der eine UN-Friedensmission leitet..

## Militärische Laufbahn
Beförderungen
- 1997 Hauptmann
- 2004 Major
- 2006 Oberstleutnant
- 2009 Oberst
- 2017 Divisionär (temporär)

Nach seiner Offiziersausbildung übernahm Gauchat das Kommando über eine Gebirgsfüsilierkompanie (1997).
Als Stabsoffizier nahm er diverse Kommandantenaufgaben wahr, so unter anderem als Kommandant eines Gebirgsinfanteriebataillons (ab 2006), als stellvertretender Kommandant der Gebirgsinfanteriebrigade 10 (2014–2015) und als stellvertretender Kommandant der Territorialdivision 1 (2016–2017).
2017 wurde er als Divisionär zum Chef der Schweizer Delegation der neutralen Überwachungskommission für den Waffenstillstand zwischen den beiden Korea (NNSC) ernannt.

### Auslandeinsätze
- 2000: UNO-Militärbeobachter, UNTSO, Naher Osten[1]
- 2004: Stellvertreter des Schweizer Delegationschefs NNSC, Korea[1]
- 2009: Leiter Friedensförderung MONUC, später: MONUSCO, Kongo und Somalia[1]
- 2011: Stellvertreter Missionschef der UNTSO in Jerusalem[1]
- 2013: Kommandant Sektor Nord (JRD-N) bei der KFOR-Mission der NATO im Kosovo[1]
- 2014: Senior Officer Naher Osten und Asien, HQ der UNO, New York[1]
- 2017: Chef der Schweizer Delegation der Neutralen Überwachungskommission für den Waffenstillstand zwischen den beiden Korea NNSC (Korea)[1]
- 2021: als Kommandeur der UNTSO[3]

## Privates
Gauchat besitzt einen akademischen Abschluss als Ingenieur der Eidgenössischen Technischen Hochschule Lausanne (ETHL) und spricht fliessend Deutsch, Englisch, Französisch und Spanisch.